# Зметнев
Зме́тнев (укр. Змітнів) — село в Сосницком районе Черниговской области Украины. Население 667 человек. Занимает площадь 3,07 км².

## История
Зметнев, село в Черниговской области. Близ села, на правом берегу реки Десны, в урочище Городок, городище и селище. Культурный слой содержит отложения роменской культуры и древнерусского (XI—XIII вв.) времени.
В 1732 г. в Зметневе проживало 40 казаков и 16 бобровников. По исповедным записям число прихожан:
- в 1770 г. — 410 м. 397 ж.;
- в 1790 г. — 436 м. 427 ж.;
- в 1810 г. — 482 м. 460 ж.;
- в 1830 г. — 520 м. 510 ж.;
- в 1850 г. — 580 м. 545 ж.;
- в 1860 г. — 544 м. 582 ж.

## Власть
Орган местного самоуправления — Зметневский сельский совет. Почтовый адрес: 16141, Черниговская обл., Сосницкий р-н, с. Зметнев, ул. Придеснянская, 51.